# Riad Ribeiro
 Riad Garcia Pires Ribeiro  (Rio de Janeiro, 2 de outubro de 1981) é um voleibolista indoor brasileiro, atuante na posição de  Central, com marca de 345 cm de alcance no ataque e 325 cm no bloqueio, atuou pela Seleção Brasileira e conquistou na categoria infanto-juvenil o ouro no Campeonato Sul-Americano de 1998 no Equador, no mesmo ano foi medalhista de ouro nos Jogos Mundiais da Juventude e na categoria juvenil foi medalha de ouro no Campeonato Mundial de 2001 realizado na Polônia e pela seleção principal conquistou a medalha de prata da Copa América de Voleibol de 2007 realizada no Brasil.Em clubes tem a incrível marca de ser tricampeão consecutivamente da Liga dos Campeões da Europa nas temporadas 2008-08, 2009-10 e 2010-11, campeão mundial de clubes em 2010,época de sua passagem pelo voleibol italiano; e conquistou o bronze no Campeonato Sul-Americano de Clubes em 2013.

## Carreira
Riad residia com seus pais em Brás Pina, subúrbio do Rio de Janeiro, tentou seguir carreira no futebol, presente sempre nos concorridos rachas no campinho chamado "rala-coco" da Praça Anhangá, em Brás de Pina, mas suas habilidades  tendiam para o voleibol, pois, no futebol  colecionava topadas e machucados ao invés de gols. Com 11 anos  se encanta com o voleibol ao ver perto de sua casa um grupo jogando a modalidade, mas foi  em 1996 que se decidiu seguir carreira profissional,quando levado por sua tia para acompanhar os treinos no Flamengo onde começou nas categorias de base, na pequena e apertada quadra da Gávea.
Foi convocado para Seleção Brasileira na categoria infanto-juvenil em 1998, época que disputou o Campeonato Sul-Americano da categoria realizado em Quito-Equador,  conquistando a medalha de ouro e no mesmo ano disputou os  Jogos Mundiais da Juventude sediado em Moscou-Rússia, sendo medalhista de ouro .Ainda em 1998 sagrou-se campeão do Campeonato Brasileiro de Seleções na categoria infanto-juvenil .
Em 2000 transfere-se para o Bunge/Barão , disputando pela primeira vez  Superliga Brasileira A 2000-01 e encerrou na décima colocação, e nesta edição registrou 118 destes pontos, 86 pontos de ataques, 28 de bloqueios e 4 de saques.Foi convocado em 2001 para Seleção Brasileira, desta vez para representar o país no Campeonato Mundial Juvenil sediado em Wroclaw-Polônia, onde conquistou a medalha de ouro.
Renovou com o clube catarinense para temporada 2001-02, encerrando na nona colocação da Superliga Brasileira A nesta jornada contribuindo nesta edição com 148 destes pontos, 102 pontos de ataques, 88 de bloqueios e 8 de saques. Riad é contratado pela Ulbra/RS para disputar as competições do período 2002-03 e colaborou com sua equipe para conquista do seu primeiro título nacional, conquistando o lugar mais alto do pódio da Superliga  Brasileira A 2002-03 marcando 63 pontos, destes 38 foram de ataques, 24 de bloqueios e 1 de saque.
Permaneceu na Ulbra na temporada 2003-04, e tal clube fez a parceria com o São Paulo Futebol Clube resultando na equipe Ulbra/SPFC e disputou o Campeonato Paulista de 2003 conquistando o ouro desta edição  e foi bicampeão do Campeonato Gaúcho nos anos de 2002 e 2003;e chegou a mais uma final consecutiva   e terminou com vice-campeonato da Superliga Brasileira A 2003-04 computando 139 pontos, dos quais 84 foram de ataques, 50 de bloqueios e 5 de saques.
Na temporada 2004-05 defendeu a equipe do  On Line/Herval conquistando a edição da  Liga Nacional em 2004, credenciando o clube a participar da Superliga Brasileira A 2004-05, na qual conquistou o bronze e registrou na edição 169 pontos, sendo 113 de ataques, 52 de bloqueios e 4 de saques.Na jornada seguinte defendeu  a Unisul/Nexxera e conquista novamente o bronze na Superliga Brasileira A 2005-06 e foi campeão do Campeonato Catarinense de 2005 e vice-campeão paulista também em 2005, representando o o Barueri nesta competição, utilizando a alcunha Unisul/Barueri e representando esta equipe também conquistou o título da Copa São Paulo no mesmo ano.
Ele passou a jogar no voleibol italiano na temporada 2006/07, competindo pelo Bre Banca Lannutti Cuneo  desempenhando uma boa campanha na Liga A1 Italiana classificando na primeira posição aos playoffs, mas na semifinal sofreu eliminação, encerrando assim na terceira posição; por este clube também disputou a Supercopa Italiana chegando a final e terminando com o vice-campeonato, também atuou por este clube na Copa A1 da Itália avançando até as quartas de final e até as oitavas de final da Liga dos Campeões da Europa.
Recebeu convocação para seleção principal para disputar a Copa América de 2007, realizada em Manaus-Brasil, oportunidade na qual terminou com a medalha de prata.Ainda no voleibol italiano transferiu-se para o Andreoli Latina  e encerrou na décima quarta posição da Liga A1 Italiana 2007-08 mesmo ocupando a última posição geral, Riad figurou entres os melhores centrais da competição.Após o rebaixamento do clube italiano, Riad foi anunciado em 2008 como reforço da Ulbra/Suzano/UPtime , e assinou pré-contrato com clube brasileiro, mas despertou interesse do Itas Diatec Trentino optando por este.
Permaneceu na Itália e disputou as competições da temporada 2008-09 pelo Trentino, classificando em segundo lugar para a fase de playoffs da Liga A1 Italiana, avançando até a grande final e terminando com o vice-campeonato, mesmo posto obtido na Supercopa Italiana nesta jornada e na Copa A1 Italiana avançou apenas até as quartas de final. Riad conquistou  em Praga-República Tcheca o inédito título da  Liga dos Campeões da Europa 2008-09.
Na jornada 2009-10 renovou com o Trentino e de forma consecutiva chega a mais uma final da Liga A1 Italiana, e mais uma vez terminou com o vice-campeonato.Ainda nesta temporada conquistou o ouro da Copa A1 Itália (Tim Cup A1) e bicampeonato da Liga dos Campeões da Europa 2009-10.Embora seu clube tenha sido o  campeão Mundial de Clubes em 2009, Riad não foi inscrito entre os doze atletas que conquistaram o título.Em 2010 teve uma rápida passagem pelo
Qatar S.C, sendo emprestado pelo clube italiano e conquistou o vice-campeonato da Copa Emir
Riad permanece no Trentino pela terceira temporada consecutiva, chegando a final da Liga A1 Italiana 2010-11 e desta  vez obtendo o título inédito, ficando com vice-campeonato da Copa A1 Itália e também da Supercopa Italiana; coroando a brilhante passagem  com a conquista do tricampeonato da Liga dos Campeões da Europa nessa temporada e a medalha de ouro no Campeonato Mundial de Clubes de 2010, sediado em Doha-Qatar e nos fundamentos individuais, Riad ocupou a décima quinta posição entre os Maiores Pontuadores do Mundial, também foi o terceiro Maior Bloqueador e o dono do quinto melhor saque, além disso ocupou a trigésima terceira posição entre os melhores defensores.

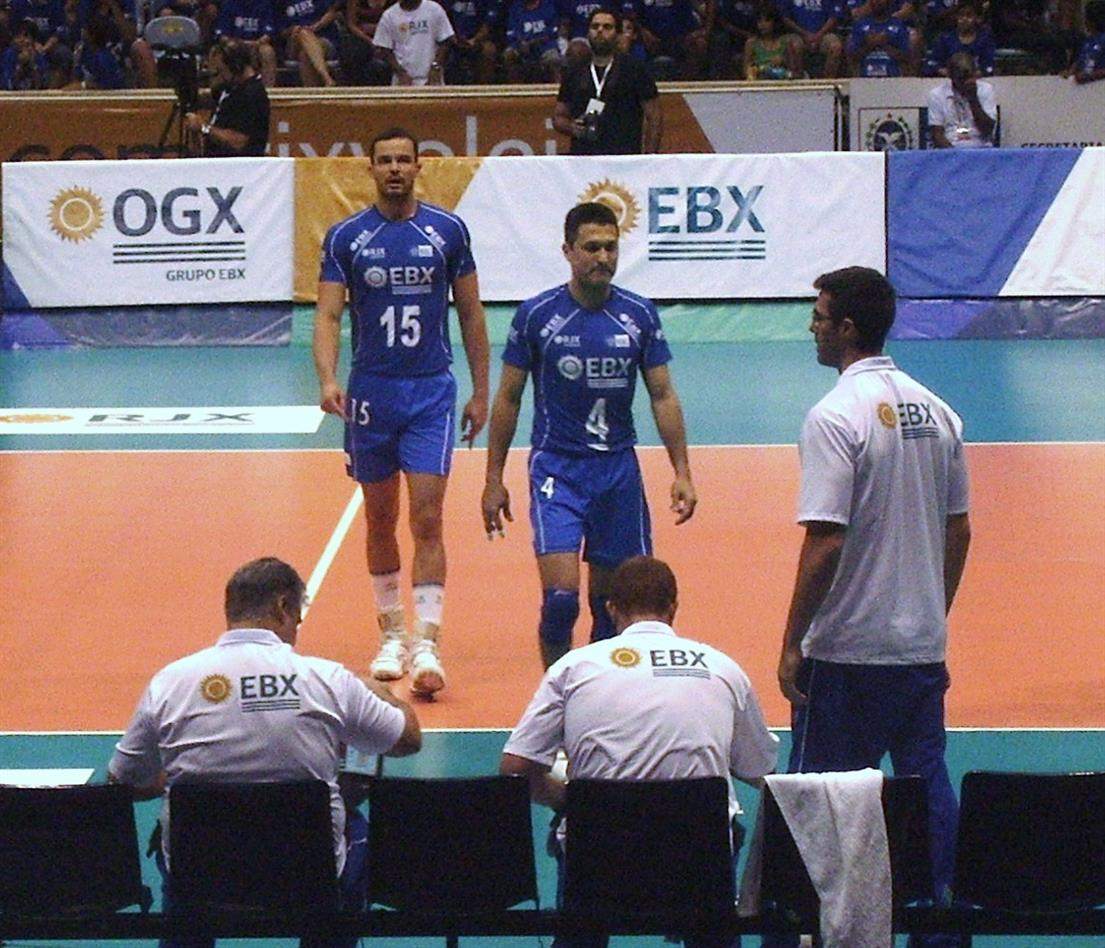
Riad (camisa 15) ao lado de Marlon em uma partida do RJX, em 2012

Após temporadas na Itália, ele retornou ao voleibol brasileiro assinando contratado com o clube RJX e o defendeu na temporada 2011-12 participando da campanha deste clube nos playoffs, quando avançou  até as semifinais, mas terminou na quarta colocação e conquistou em 2012 o título do Campeonato Carioca referente a 2011 de forma invicta, perdendo apenas um set em toda competição.Renovou com a equipe  para temporada 2012-13, sagrando-se bicampeão carioca em 2012 e conquistou o título inédito para o clube, o bicampeonato de sua carreira, na Superliga Brasileira A 2012-13.
Em 2013 conquistou a medalha de bronze no Campeonato Sul-Americano de Clubes,  após problemas com o principal patrocinador, ou seja, retirou o patrocinio do empresário Eike Batista foi retirado a letra “X” do nome-fantasia do clube, uma crise instalou-se no clube, mas Riad permaneceu por mais uma temporada agora equipe usando alcunha de OGX na Superliga Brasileira A 2013-14 e conseguiu em meio a tantos problemas colaborar para que o clube avançasse as quartas de final, sendo eliminada nesta fase encerrando no quinto lugar.Em 2014 alcançando o sexto lugar na Copa Brasil de 2014 em Maringá-Paraná.
Foi anunciado como novo reforço do Sesi/SP para  as competições do período esportivo 2014-15 foi vice-campeão da Copa São Paulo 2014 e vice-campeão do Campeonato Paulista neste mesmo ano. Em 2015  termina em nono lugar na Copa Brasil realizada em Campinas e na Superliga Brasileira A 2014-15 conquistou o vice-campeonato e foi único do time a receber premiação individual, sendo eleito o Melhor Bloqueador.
Para a temporada 2015-16 foi contratado Funvic/Taubaté, e em 2015 foi convocado para Seleção Brasileira para disputar a Liga Mundial, quando vestiu a camisa#23 e ficou de fora da fase final porque sofreu uma contusão, precisou ser submetido a cirurgia para tratar uma ruptura parcial do tendão patelar, após tal procedimento a Funvic/Taubaté, rescindiu o contrato e o liberou para acertar com outro clube.
Em 2016, com a proximidade das finais da Superliga 2015-16, Riad retorna a equipe do Sesi/SP. 
 e encerrou sua participação na etapa semifinal da  Superliga Brasileira A 2015-16, na quarta colocação.

## Títulos e resultados
- Superliga Brasileira A:2002-03[9][11], 2012-13[37][38]
- Superliga Brasileira A:2003-04 [9], 2014-15[47]
- Superliga Brasileira A:2004-05[1][9], 2005-06[9]
- Superliga Brasileira A:2011-12[33], 2015-16
- Liga A1 Italiana:2010-11[21]
- Liga A1 Italiana:2008-09[21],2009-10[21]
- Liga A1 Italiana:2006-07
- Supercopa Italiana:2006-07[17], 2008-09[21], 2010-11[21]
- Copa A1 Itália:2009-10[21]
- Copa A1 Itália:2010-11[21]
- Copa Emir (Qatar):2010[24]
- Liga Nacional:2004[1]
- Campeonato Paulista:2003[13]
- Campeonato Paulista:2005 [15], 2014[46]
- Campeonato Carioca:2011[34], 2012[36]
- Campeonato Catarinense:2005[14]
- Campeonato Gaúcho:2002, 2003
- Copa São Paulo:2005[16]
- Copa São Paulo:2014[45]
- Campeonato Brasileiro de Seleções Infanto-Juvenil:1998[1]

## Premiações individuais
- Melhor Bloqueador da Superliga Brasileira A  de 2014-15[47]
- 3º Melhor Bloqueador do Campeonato Mundial de Clubes de 2010[28]
- 5º Melhor Sacador do Campeonato Mundial de Clubes de 2010[29]